# The Argyle Case (film, 1929)
Pour l’article homonyme, voir The Argyle Case (film, 1917).
Pour plus de détails, voir Fiche technique et Distribution.
The Argyle Case est un film pré-Code américain réalisé par Howard Bretherton, sorti en 1929.

## Synopsis
Un homme riche est abattu alors qu'il prend son téléphone pour appeler la police. Les soupçons se portent sur sa pupille Mary, car il a l'intention de modifier son testament, qui lui léguait l'intégralité de ses biens, pour les partager équitablement avec son neveu. Ce dernier, amoureux de Lee, fait appel à un détective privé, qui découvre finalement que c'est l'avocat qui est le criminel.

## Fiche technique
- Titre : The Argyle Case
- Réalisation : Howard Bretherton
- Scénario : Harvey F. Thew et De Leon Anthony (intertitres) d'après la pièce de 1912 The Argyle Case: a Drama in Four Acts d'Harriet Ford, Harvey J. O'Higgins et William J. Burns[1]
- Photographie : James Van Trees
- Montage : Thomas Pratt
- Production : Warner Bros.
- Distributeur : Warner Bros.
- Durée : 85 minutes
- Date de sortie : 17 août 1929

## Distribution

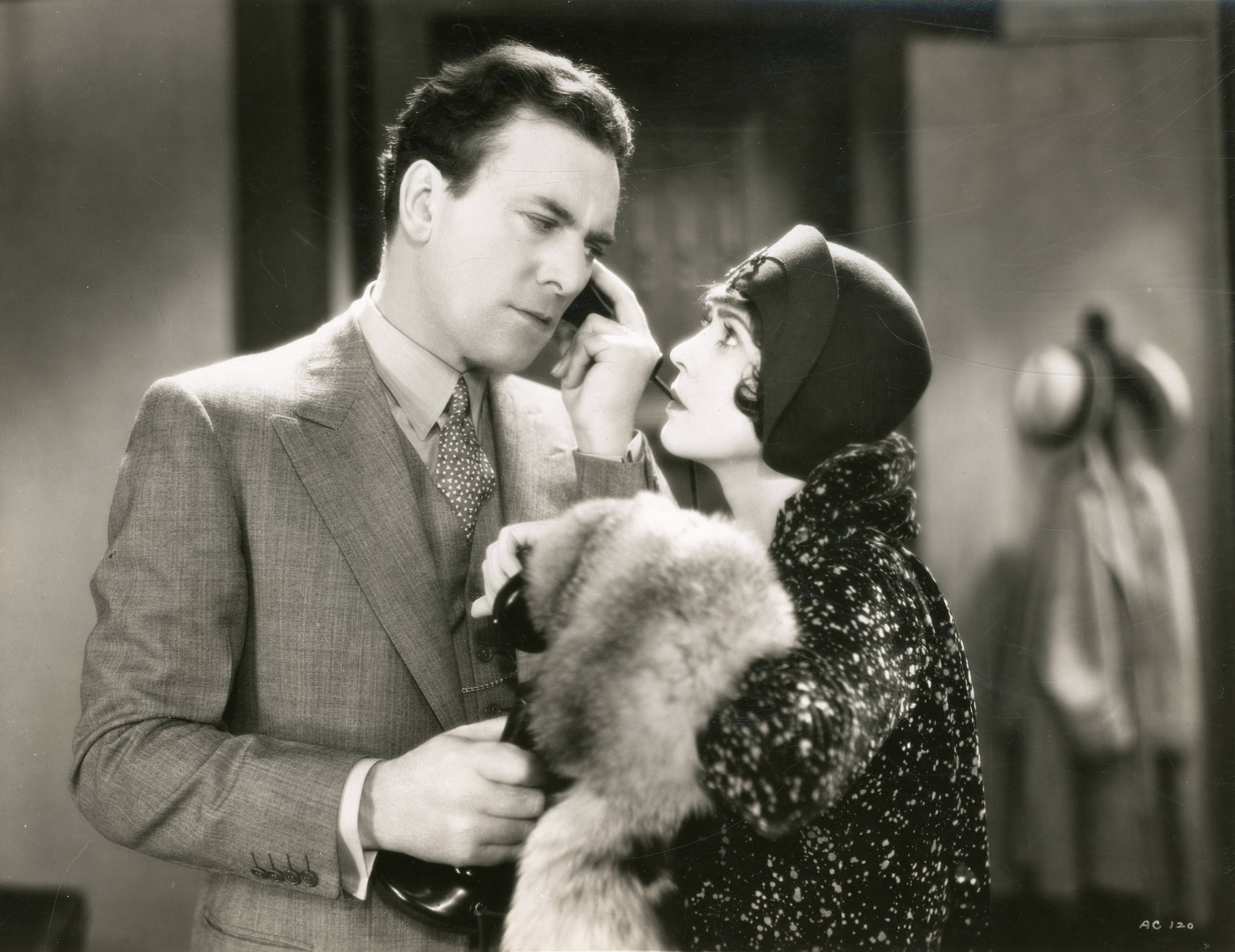
Thomas Meighan et Lila Lee dans une scène du film.

- Thomas Meighan : Alexander Kayton
- H. B. Warner : Hurley
- Lila Lee : Mary Morgan
- John Darrow : Bruce Argyle
- ZaSu Pitts : Mme. Wyatt
- Bert Roach : Joe
- Wilbur Mack : Sam
- Douglas Gerrard : Finley
- Alona Marlowe : Kitty
- James Quinn : Skidd
- Gladys Brockwell : Mme. Martin